# Soera De Zon
Soera De Zon is een soera van de Koran.
De soera is vernoemd naar de zon waarbij gezworen wordt in de eerste aya. De soera geeft de tegenstellingen tussen de zon en de maan, tussen de dag en de nacht en tussen de hemel en de aarde weer. Er wordt verder gesproken over het volk van Thamud.

## Bijzonderheden
Chronologisch is dit de eerste vermelding van de Thamud.